# Хиро Онода
Хиро Онода (на японски: 小野田 寛郎 Onoda Hirō; 19 март 1922 – 16 януари 2014) е японски военнослужещ.
Той е младши лейтенант, разузнавач в Императорската армия на Япония по времето на Втората световна война, който не се предава след капитулацията на Япония през 1945 г. и се укрива във Филипините до 1974 г. След 29 години укриване на остров Лубанг бившият му командир идва лично от Япония, за да го освободи от длъжност.

## Ранни години
Онода е роден на 19 март 1922 г. в Кайнан, префектура Вакаяма, Японска империя. Той е от древно самурайско потекло и баща му е сержант в 4-та кавалерийска бригада до 1943 г., когато е убит в Китай. Когато е на 17 години, отива да работи в търговската компания в Ухан, Китай. Когато е на 18 години е повикан на военна служба в пехотата на Императорската японска армия.

## Военна служба
Онода е обучен за разузнавателен офицер. На 26 декември 1944 г. е изпратен на остров Лубанг, Филипините. Наредено му е да прави всичко по силите си за да възпрепятства вражеските нападения на острова, в това число да разруши самолетната писта и кея на пристанището. Заповедите му, също така, включват забрана да се предава или да се самоубива при каквито и да е обстоятелства. Когато стъпва на острова, Онода се присъединява към група японски войници, които са били там отпреди. Офицерите в групата били с по-висок чин от Онода и му попречили да изпълнява задълженията си, което улеснило американците да превземат острова, когато пристигат на 28 февруари 1945 г. Малко след пристигането на съюзническите войски, всички, освен Онода и трима други войници, са убити или се предават. Онода, който е бил повишен на лейтенант, нарежда на войниците да се скрият из хълмовете.

## В нелегалност
Онода продължава операцията си в нелегалност, първоначално живеейки в планините с тримата си другари. По време на престоя си Онода и партньорите му извършват партизански дейности и се впускат в няколко престрелки с полицията.
За капитулацията на Япония научават през октомври 1945 г., когато намират брошура с надпис „Войната свърши на 15 август. Слезте от планините.“. Но те не вярват на брошурата, мислейки я за съюзническа пропаганда и разсъждавайки, че по тях е нямало да се стреля, ако войната наистина е била свършила. Към края на 1945 г. от въздуха са пуснати брошури със заповеди за предаване от генерал Томоюки Ямашита. Групата на Онода оглеждат брошурата, за да определят дали е истинска или не и в края на краищата решават, че не е.
Един от четиримата се отделя от групата през септември 1949 г. и се предава на филипинските власти през 1950 г. Това изглеждало като проблем със сигурността за другите и затова те станали още по-внимателни. През 1952 г. писма и семейни снимки са пуснати от самолет, призовавайки ги да се предадат, но тримата войници приемат това като капан. Единият от войниците е ранен в крака след престрелка с местни рибари през юни 1953 г., след което Онода го лекува и закрепя. На 7 май 1954 г. същият войник е застрелян от хайка, издирваща групичката. Последният партньор на Онода е застрелян от полицията на 19 октомври 1972 г., когато двамата, като част от партизанските си действия, подпалват ориз, събран от фермери. Онода остава сам.
На 20 февруари 1974 г. Онода среща японеца Норио Сузуки, който обикаля из света, търсейки „лейтенант Онода, Голямата панда и Йети в този ред“. Сузуки бил студент-пътешественик, който е на проучвателна експедиция в джунглата на Лубанг именно в търсене на Онода и се скитал сам из острова 2 седмици, но от Онода нямало и следа, докато една сутрин, Сузуки се събудил с опрян в гърлото самурайски меч. За щастие Сузуки бил прочел всичко за беглеца и бързо казал: „Онода-сан, императорът и народът на Япония се тревожат за теб“. След дълги разговори, двамата станали приятели, но Онода заявил, че единствения шанс да свали оръжие и да се предаде е ако командващия му висшестоящ офицер му нареди, т.е. същия този, който го е пратил на острова преди 30 години. Сузуки се завръща в Япония със снимки на него и Онода, като доказателство за срещата им, а японското правителство намира командира на Онода, майор Йошими Танигучи, който по това време е продавач на книги. Майорът заминава за Лубанг, където на 9 март 1974 г. се среща с Онода и изпълнява обещанието си, което прави през 1944 г.: „Каквото и да стане, ще се върнем за теб“. След това му дава заповед за предаване. Покланяйки се церемониално на удивения полицай, Онода внимателно оставя старата си пушка и казва: „Аз съм младши лейтенант Хиро Онода. Подчинявам се на заповедта на моя командир да се предам.“ Така Онода е освободен от длъжност и предава меча си, все още функциониращата си винтовка Арисака Тип 99, 500 патрона амуниции и няколко ръчни гранати, както и камата, дадена от майката на войника, за да се самоубие, ако бъде заловен.
Въпреки че е убивал хора и е участвал в престрелки с полицията, обстоятелствата (все още е вярвал, че войната продължава) са взети предвид и Онода е помилван от президента Фердинанд Маркос.

## По-късен живот
Онода добива известност след завръщането си в Япония. Издава автобиография за живота си като партизанин във война, която е била свършила отдавна. Филипински документален филм, интервюиращ жители на остров Лубанг, разкрива, че Онода е убил няколко души, които не е споменал в автобиографията си. Японското правителство му предлага голяма сума пари, като неизплатена надница, но той отказва. След като най-накрая е склонен да приеме парите, той ги дарява на храма Ясукуни.
Онода, обаче, не е щастлив от цялото внимание, което му се отдава, и от преправянето на традиционните японски ценности. През април 1975 г. той последва примера на по-големия си брат Тадао и заминава за Бразилия, за да отглежда говеда. Жени се през 1976 г. и изиграва главна роля в японското общество в Теренус, Мато Гросо до Сул, Бразилия. След като научава за японски тийнейджър, убил родителите си през 1980 г., Онода се връща в Япония през 1984 г. и основава младежки образователен кампус.
Онода посещава отново остров Лубанг през 1996 г. и дарява 10 000 долара на местното училище. Жена му, Мачие Онода, става глава на консервативната Японска женска асоциация през 2006 г. След това прекарва по три месеца в Бразилия всяка година. Удостоен е с медала за заслуги Сантос-Думонт от бразилските военновъздушни сили на 6 декември 2004 г. На 21 февруари 2010 г. е удостоен с титлата „Гражданин на Мато Гросо до Сул“.
Почива в Токио след усложнения от пневмония на 16 януари 2014 г.